# Гірник-Спорт
Футбо́льний клуб «Гірни́к-Спорт» — український футбольний клуб з міста Горішні Плавні Полтавської області. Виступає в Першій лізі чемпіонату України. Фіналіст Кубка Ліги 2010, переможець Другої ліги сезону 2013/14.
Колишні назви: «Локомотив» (1989—1992), «Гірник» (1993—1995).

## Історія
У 1962 році повальне захоплення футболом в ті часи екстраполювати в новоспечених місті в команду «Гірник», створену працівниками комбінату. Більше 20 років команда вважалася найсильнішою в місті, виступати за яку було дуже престижно. Вона пограла в усіх турнірах, які проводилися на той момент на республіканському рівні.
У 88-му Полтавський ГЗК отримав право розподіляти кошти на розвиток спорту по цехам, першим на цю ініціативу відгукнувся залізничний. Так з'явилася команда «Локомотив», 60% якої склали гравці «Гірника», які отримали запрошення пограти в новому клубі. Крім того, залізничники отримали можливість запрошувати до своїх лав більше якісних футболістів. Але все ж, через пару років команда вирішила повернутися до своїх витоків, знову «злившись» з «Гірником». А подавши заявку на участь в змаганнях другої ліги в 1994-му, було прийнято рішення додати приставку «Спорт» з тим, щоб команду ні з ким вже точно не переплутали. З тих пір клуб є незмінним учасником змагань професійних команд[1].

## Виступи вчемпіонатітакубкуУкраїни
| Сезон     | Ліга      | Місце         | І  | В  | Н  | П  | ГЗ | ГП | О  | Кубок України                 | Примітки   |
| --------- | --------- | ------------- | -- | -- | -- | -- | -- | -- | -- | ----------------------------- | ---------- |
| 1995–1996 | Друга «Б» | 16 з 21       | 38 | 10 | 8  | 20 | 33 | 71 | 38 | Не брав участі                |            |
| 1996–1997 | Друга «Б» | 14 з 17       | 32 | 10 | 6  | 16 | 20 | 32 | 36 | 1/64 фіналу                   |            |
| 1997–1998 | Друга «Б» | 4 з 17        | 32 | 12 | 11 | 9  | 39 | 35 | 47 | 1/64 фіналу                   |            |
| 1998–1999 | Друга «Б» | 4 з 16        | 26 | 13 | 6  | 7  | 36 | 31 | 41 | 1/64 фіналу                   |            |
| 1999–2000 | Друга «Б» | 7 з 14        | 26 | 10 | 5  | 11 | 33 | 41 | 35 | 1/4 фіналу Кубок другої ліги  |            |
| 2000–2001 | Друга «Б» | 10 з 15       | 28 | 9  | 4  | 15 | 26 | 45 | 31 | 1/32 фіналу Кубок другої ліги |            |
| 2001–2002 | Друга «Б» | 17 з 18       | 34 | 6  | 6  | 22 | 32 | 60 | 24 | 1/256 фіналу                  |            |
| 2002–2003 | Друга «Б» | 15 з 16       | 30 | 7  | 6  | 17 | 27 | 48 | 27 | 1/32 фіналу                   |            |
| 2003–2004 | Друга «Б» | 14 з 16       | 30 | 10 | 5  | 15 | 40 | 40 | 35 | 1/32 фіналу                   |            |
| 2004–2005 | Друга «В» | 9 з 15        | 28 | 10 | 0  | 18 | 35 | 49 | 30 | 1/32 фіналу                   |            |
| 2005–2006 | Друга «В» | 8 з 13        | 24 | 10 | 4  | 10 | 30 | 31 | 34 | 1/16 фіналу                   |            |
| 2006–2007 | Друга «Б» | 15 з 16       | 28 | 5  | 2  | 21 | 23 | 48 | 17 | 1/32 фіналу                   |            |
| 2007–2008 | Друга «Б» | 15 з 18       | 34 | 9  | 7  | 18 | 38 | 59 | 34 | 1/32 фіналу                   |            |
| 2008–2009 | Друга «Б» | 13 з 18       | 34 | 9  | 8  | 17 | 28 | 45 | 35 | 1/64 фіналу                   |            |
| 2009–2010 | Друга «Б» | 11 з 14       | 26 | 5  | 7  | 14 | 21 | 35 | 22 | 1/64 фіналу                   |            |
| 2010–2011 | Друга «Б» | 9 з 12        | 21 | 5  | 4  | 12 | 16 | 29 | 19 | 1/16 фіналу                   |            |
| 2011–2012 | Друга «Б» | 9 з 14        | 26 | 6  | 8  | 12 | 28 | 39 | 26 | 1/64 фіналу                   |            |
| 2012–2013 | Друга «Б» | 3 з 5 група 4 | 32 | 10 | 4  | 18 | 39 | 57 | 34 | 1/16 фіналу                   |            |
| 2013–2014 | Друга     | 1 з 19        | 36 | 25 | 4  | 7  | 68 | 31 | 79 | 1/32 фіналу                   | Підвищення |
| 2014–2015 | Перша     | 3 з 16        | 30 | 16 | 9  | 5  | 44 | 24 | 57 | 1/32 фіналу                   |            |
| 2015–2016 | Перша     | 12 з 16       | 30 | 8  | 9  | 13 | 30 | 35 | 33 | 1/16 фіналу                   |            |
| 2016–2017 | Перша     | 11 з 18       | 34 | 12 | 7  | 15 | 47 | 54 | 43 | 1/32 фіналу                   |            |
| 2017–2018 | Перша     | 8 з 18        | 34 | 16 | 2  | 16 | 30 | 40 | 50 | 1/16 фіналу                   |            |
| 2018–2019 | Перша     | 12 з 15       | 28 | 5  | 12 | 11 | 24 | 43 | 27 | 1/32 фіналу                   |            |
| 2019–2020 | Перша     | 9 з 16        | 30 | 12 | 3  | 15 | 42 | 48 | 39 | 1/8 фіналу                    |            |
| 2020–2021 | Перша     | 9 з 16        | 30 | 11 | 5  | 14 | 43 | 45 | 38 | 1/16 фіналу                   |            |
| 2021–2022 | Перша     | 6 з 16        | 20 | 8  | 5  | 7  | 15 | 17 | 29 | 1/16 фіналу                   |            |
| 2022–2023 | Перша     | 16 з 16       | 14 | 2  | 5  | 7  | 12 | 22 | 11 | не проводився                 |            |
| 2023–2024 | Перша     | 20 з 20       | 28 | 6  | 5  | 17 | 24 | 49 | 23 | 1/16 фіналу                   | Пониження  |
| 2024–2025 | Друга «Б» | 5 з 10        | 18 | 8  | 2  | 8  | 19 | 20 | 26 | 1/32 фіналу                   |            |

## Склад команди
Станом на 1 квітня 2025  року відповідно до офіційної заявки на сайті ПФЛ
| №  | Поз. | Нац.    | Гравець                 |
| -- | ---- | ------- | ----------------------- |
| 12 | ВР   | Україна | Станіслав Козлов        |
| 35 | ВР   | Україна | Богдан Шухман           |
| 95 | ВР   | Україна | Кирило Лавута           |
| 4  | ЗХ   | Україна | Денис Козловський       |
| 15 | ЗХ   | Україна | Денис Черниш            |
| 20 | ЗХ   | Україна | Ілля Юрченко            |
| 29 | ЗХ   | Україна | Дем'ян Чубатий          |
| 77 | ЗХ   | Україна | Максим Шептіцький       |
| 94 | ЗХ   | Україна | Євгеній Мороз (капітан) |
| 5  | ПЗ   | Україна | Максим Тяпкін           |
| 8  | ПЗ   | Україна | Микита Дудка            |

| №  | Поз. | Нац.    | Гравець               |
| -- | ---- | ------- | --------------------- |
| 10 | ПЗ   | Україна | Вадим Страшкевич      |
| 11 | ПЗ   | Україна | Данило Дмитрієв       |
| 13 | ПЗ   | Україна | Сергій Місержи        |
| 14 | ПЗ   | Нігерія | Принс Чібуезе         |
| 16 | ПЗ   | Нігерія | Чедозі Одог           |
| 17 | ПЗ   | Україна | Олександр Подрезан    |
| 25 | ПЗ   | Україна | Сергій Катеринка      |
| 30 | ПЗ   | Нігерія | Екеміні Нсіні Еффіонг |
| 32 | ПЗ   | Україна | Ярослав Сорочан       |
| 66 | ПЗ   | Нігерія | Річмонд Чуквуемека    |
| 19 | НП   | Україна | В'ячеслав Студенко    |

## Досягнення

Емблема до грудня 2017 року

Перша ліга
- Бронзовий призер (1): 2014–2015

Друга ліга
- Переможець (1): 2013–2014

Кубок Ліги
- Фіналіст (1): 2010

## Відомі гравці
- Андрій Кліщук
- Сергій Пучков
- Олександр Андрієвський
- Максим Марусич
- Дмитро Павліш